# Saint-Amand-Montrond
Saint-Amand-Montrond és un municipi francès, situat al departament de Cher i a la regió del Centre - Vall del Loira.